# Petit béguinage de Louvain
Le petit béguinage de Louvain (Klein Begijnhof van Leuven en néerlandais), également appelé béguinage Sainte-Catherine ou béguinage  Sainte-Gertrude, est un béguinage situé à Louvain dans la province du Brabant flamand en Belgique.
Ce béguinage, dont l'origine remonte au XIIIe siècle, est situé dans la partie nord de la ville et ne doit pas être confondu avec le Grand béguinage de Louvain qui est situé à l'extrémité sud de la ville.

## Localisation
Le Petit béguinage se situe au nord de la ville, entre la Dyle à l'est, la Mechelsestraat (rue de Malines) à l'ouest et l'église Sainte-Gertrude au sud (Halfmaartstraat).

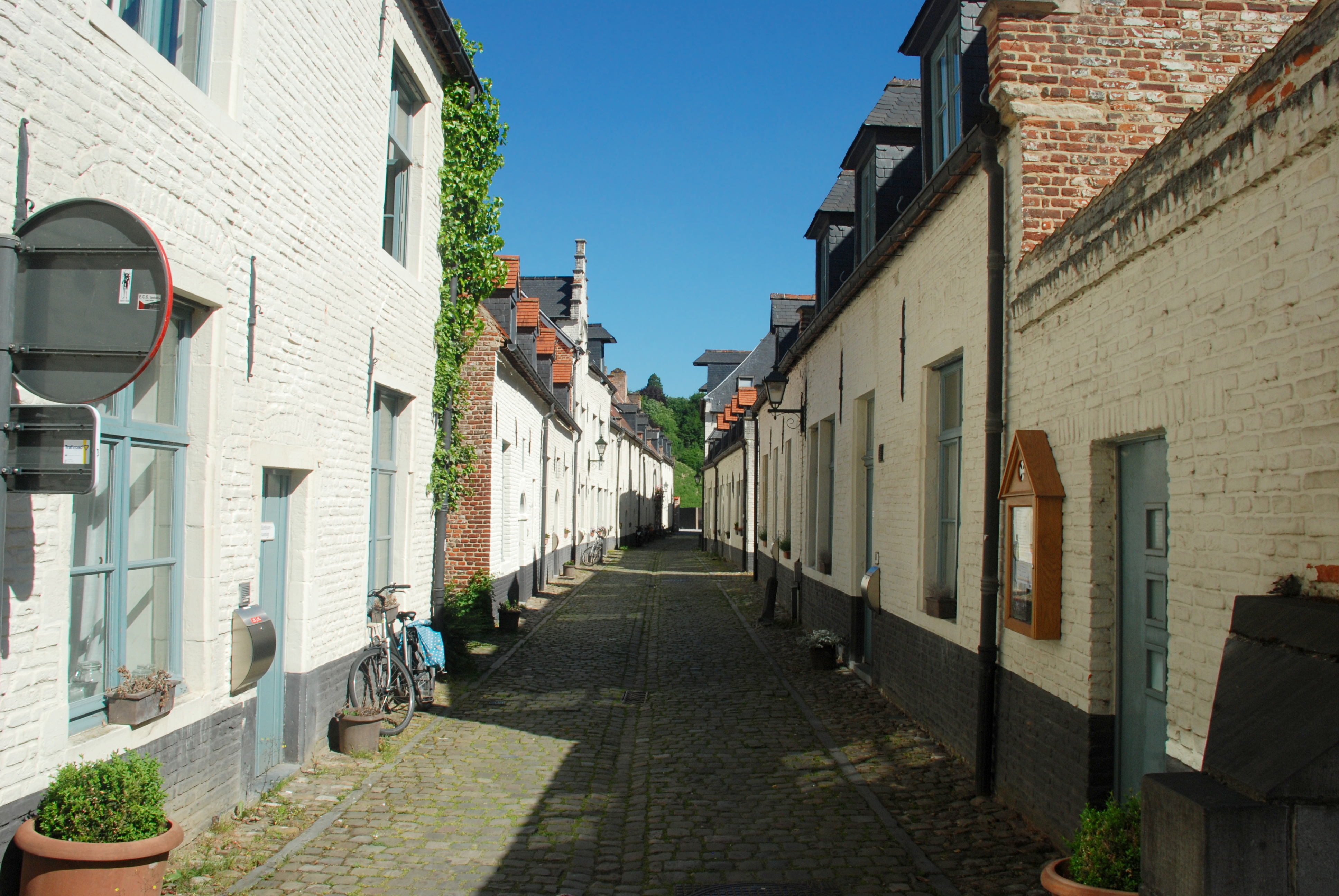

## Historique
Les béguines étaient des veuves ou des femmes célibataires qui, bien que n'ayant pas fait de vœux monastiques, choisissaient de mener une vie religieuse solidaire au sein de petites cités appelées béguinages. 
Le Petit béguinage de Louvain est fondé durant la deuxième moitié du XIIIe siècle à proximité de l'abbaye Sainte-Gertrude. Mention est faite en 1269 de Bertula, beghina de sancta Gertrude de Lovanio (béguine de Sainte-Gertrude de Louvain), qui fait un don au prieuré de Sainte-Gertrude. Une infirmerie est mentionnée en 1275, et le béguinage dispose probablement dès 1295 d'une petite chapelle, desservie par le curé de la paroisse Sainte-Gertrude à laquelle il appartenait.
La période de prospérité du béguinage est le XVIIe siècle, période dont date la plus grande partie du bâti conservé.
Le béguinage est une dépendance de l'abbaye de Sainte-Gertrude jusqu'en 1631,, moment où il devient une paroisse autonome. La chapelle gothique est remplacée en 1640 par l'église Sainte-Catherine, aujourd'hui disparue.
Le nombre de béguines diminue au XVIIIe siècle pour descendre à 35 à la fin du siècle.
La période de la Révolution française est particulièrement néfaste pour le béguinage puisque l'institution religieuse qu'il constitue est supprimée en 1796, la porte du béguinage est détruite en 1797 et son église est fermée en 1798,.
L'église est rouverte en 1806, et la porte du béguinage reconstruite mais le déclin entamé au XVIIIe siècle se poursuit durant la première moitié du XIXe siècle : le béguinage ne compte plus que quatre béguines en 1830 et la dernière meurt en 1855.
L'église du béguinage est démolie en 1862 et la porte du béguinage définitivement détruite en 1882,,. En même temps que l'église, les maisons situées le plus au nord sont détruites pour créer un passage vers la rue de l'Écluse (Sluisstraat).
Enfin, l'infirmerie de 1666, située au nord de l'église démolie, est à son tour détruite en 1954 pour permettre un agrandissement de la brasserie Stella Artois.

## Classement et restauration
Le petit béguinage est classé comme monument historique en 1974 et figure à l'Inventaire  du patrimoine immobilier de la Région flamande sous la référence 125429.
Une restauration des maisons de béguines est ensuite menée en plusieurs phases de 1983 à 2001. Ces maisons sont aujourd'hui habitées par des particuliers.

## Description

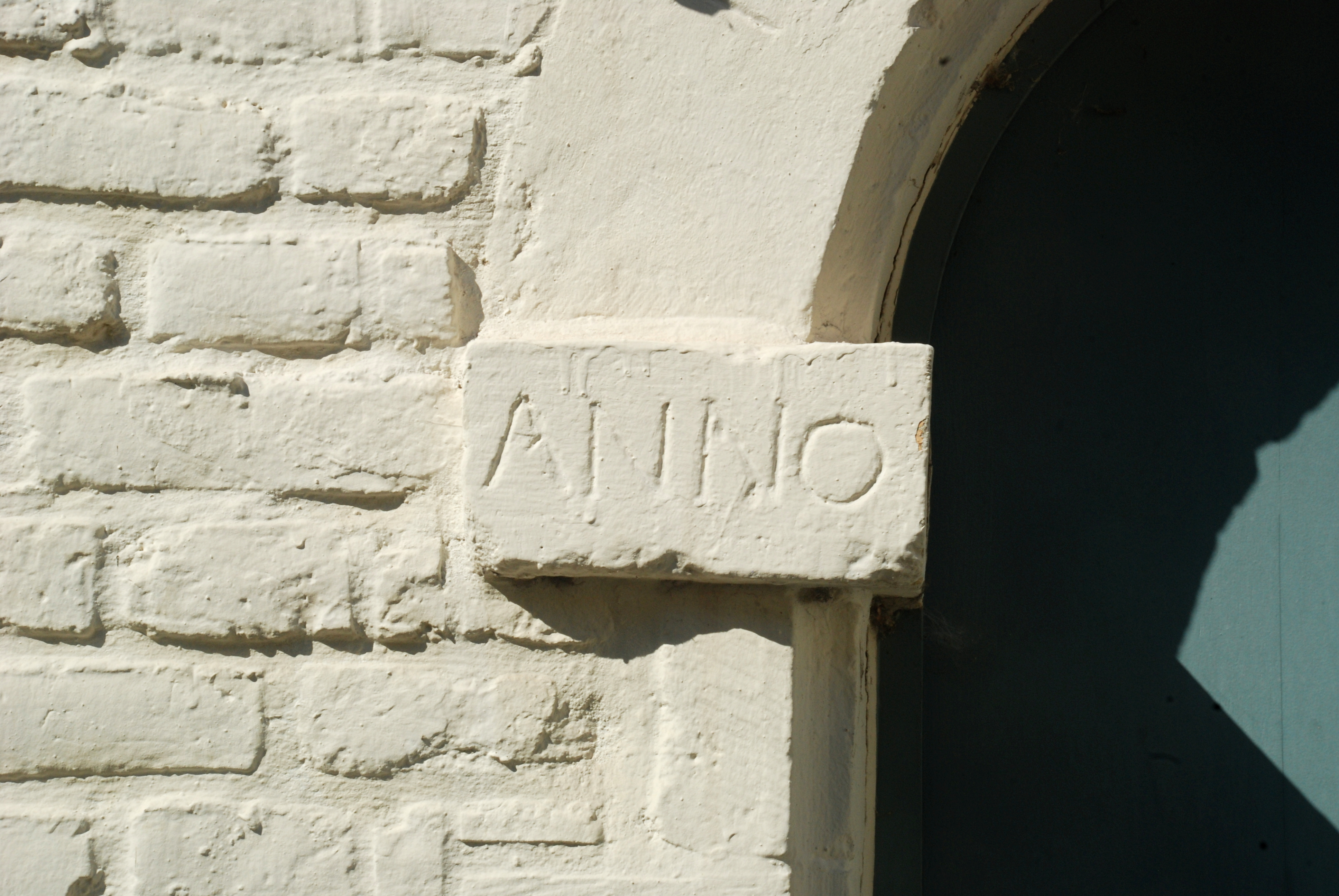
Pierre de la maison Saint-Job (n° 25).

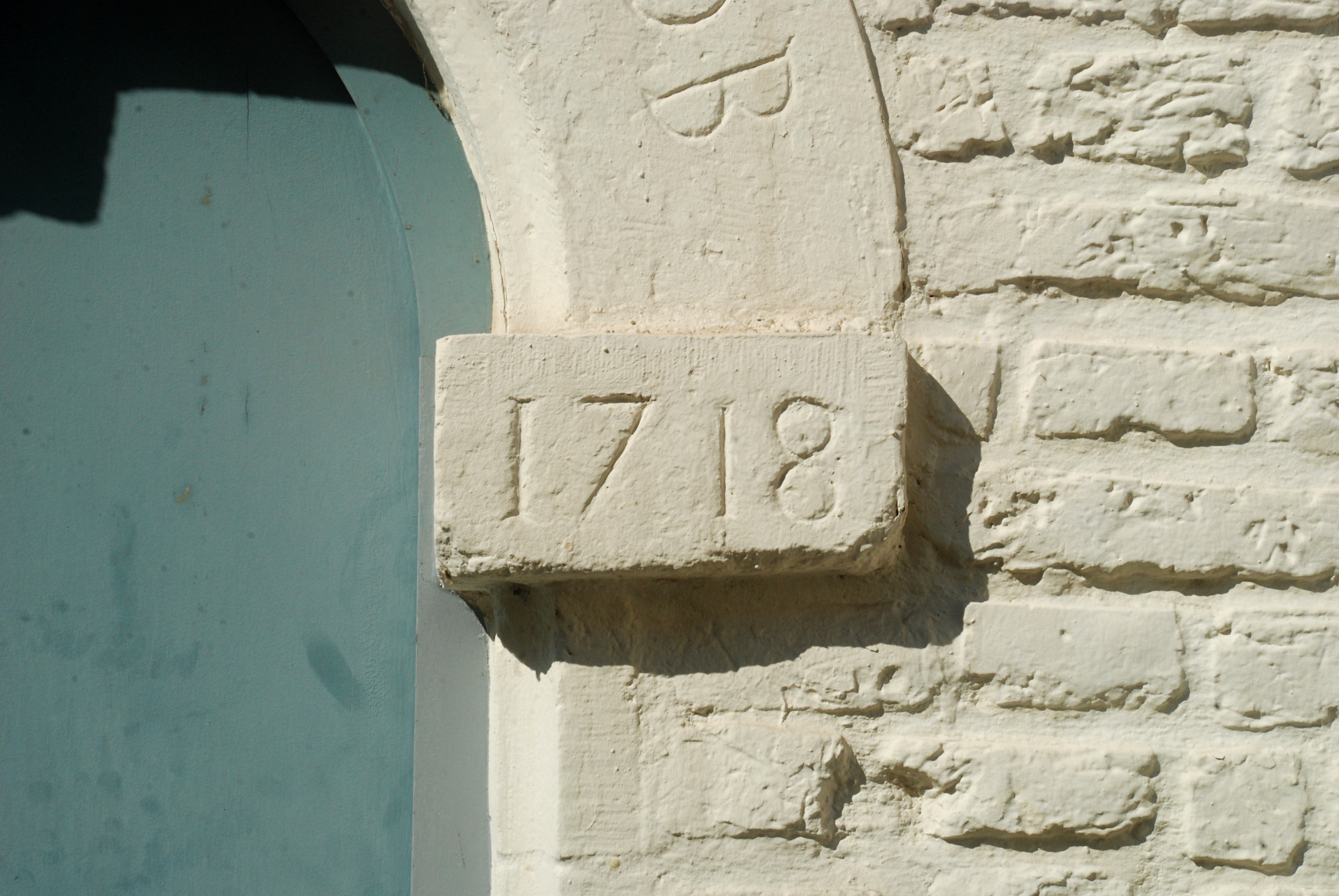
Millésime 1718 de la maison Saint-Job.

Le petit béguinage se réduit à deux rues (une longue et une courte) bordées de maisons de briques des XVIIe et XVIIIe siècles,, peintes en blanc.
Une partie de ces maisons portent un nom sur la porte :
- n° 1 : Portieressenwoning (maison des béguines assumant le rôle de portier)
- n° 2 : Heilige Familie (maison  de la Sainte Famille)
- n° 3 : Sint Barbara (maison Sainte-Barbe)
- n° 4 : Convent Sint-Maarten (maison du couvent Saint-Martin)
- n° 6 : Nazareth
- n° 7 : Sint Lucia (maison Sainte-Lucie)
- n° 10 : Convent van de Heilige Drijevuldicheijt (maison du couvent de la Sainte Trinité)
- n° 20 : Sint Franciscus (maison Saint-François)
- n° 21 : Sint Anna (maison Sainte-Anne)
- n° 22 : Convent Brouwershaven
- n° 23 : Sint Catharina (maison Sainte-Catherine)
- n° 24 : Sint Pieter (maison Saint-Pierre)
- n° 25 : Sint Job (maison Saint-Job)
- n° 26 : Onze-Lieve-Vrouw Visitatie (maison de Notre-Dame de l'Annonciation)
- n° 27 : Sint Pietersvissing

Les maisons n° 24 et 25 (maisons Saint-Pierre et Saint-Job) sont situées dans la petite rue, perpendiculaire à la rue principale.
Plusieurs maisons sont datées soit par des ancres de façade (1642, 1654) soit par des pierres millésimées (1718, 1746).
La façade de la maison du couvent Saint-Martin (n° 4, Convent Sint-Maarten) est agrémentée d'une frise de dents d'engrenage placée juste sous la corniche et est sommée d'une lucarne à pignon à redents percée d'une fenêtre cintrée dont l'extrados est souligné par un arc en forme de sourcil.
La maison Saint-Job (n° 25) présente une belle porte à piédroits harpés dont les impostes marquées « Anno 1718 » portent un arc surbaissé à clé passante surmonté d'un puissant larmier et d'un oculus ovale, lui aussi à clé passante.

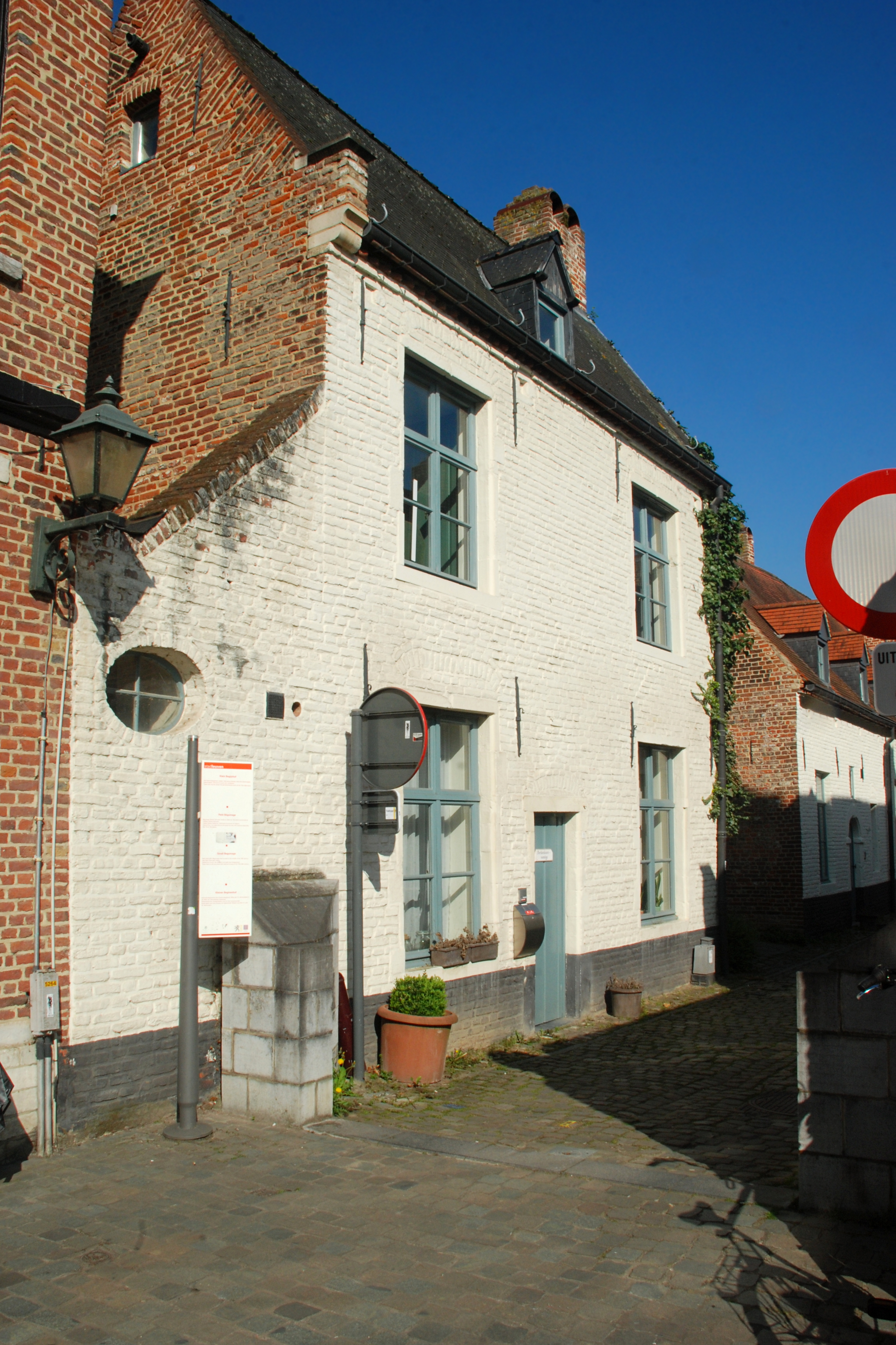
Portieressenwoning.
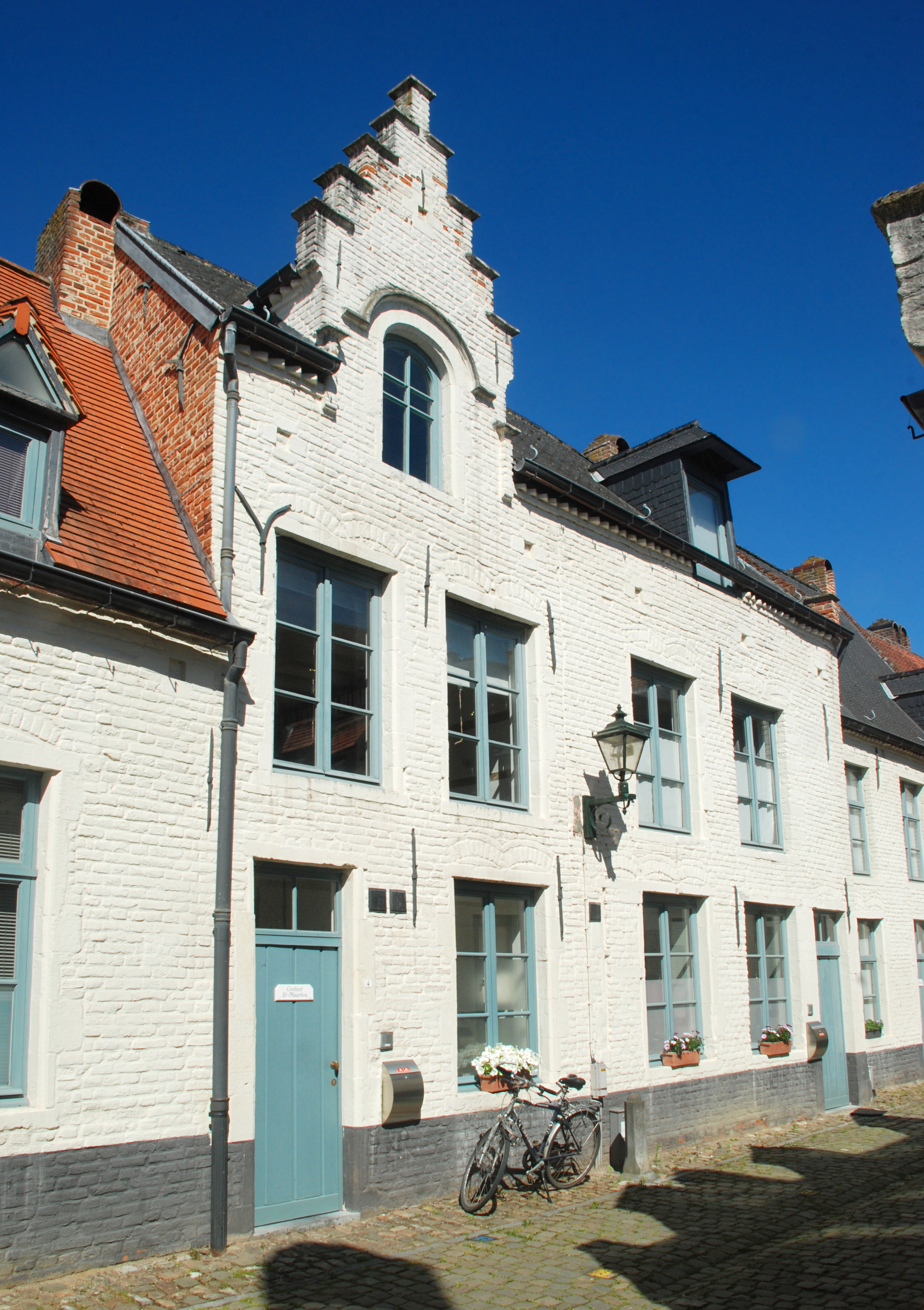
Couvent Saint-Martin.
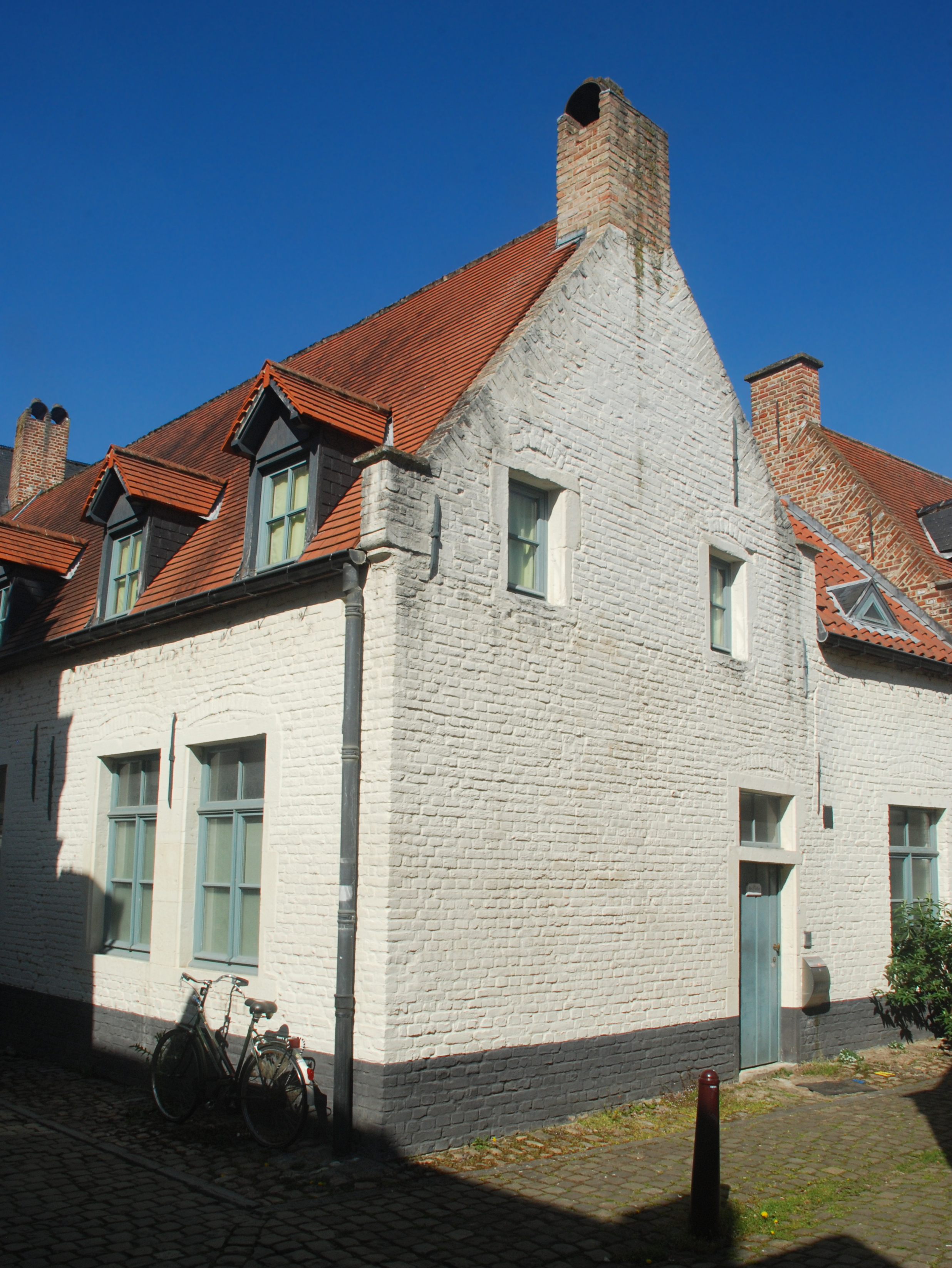
Maison Saint-Pierre.
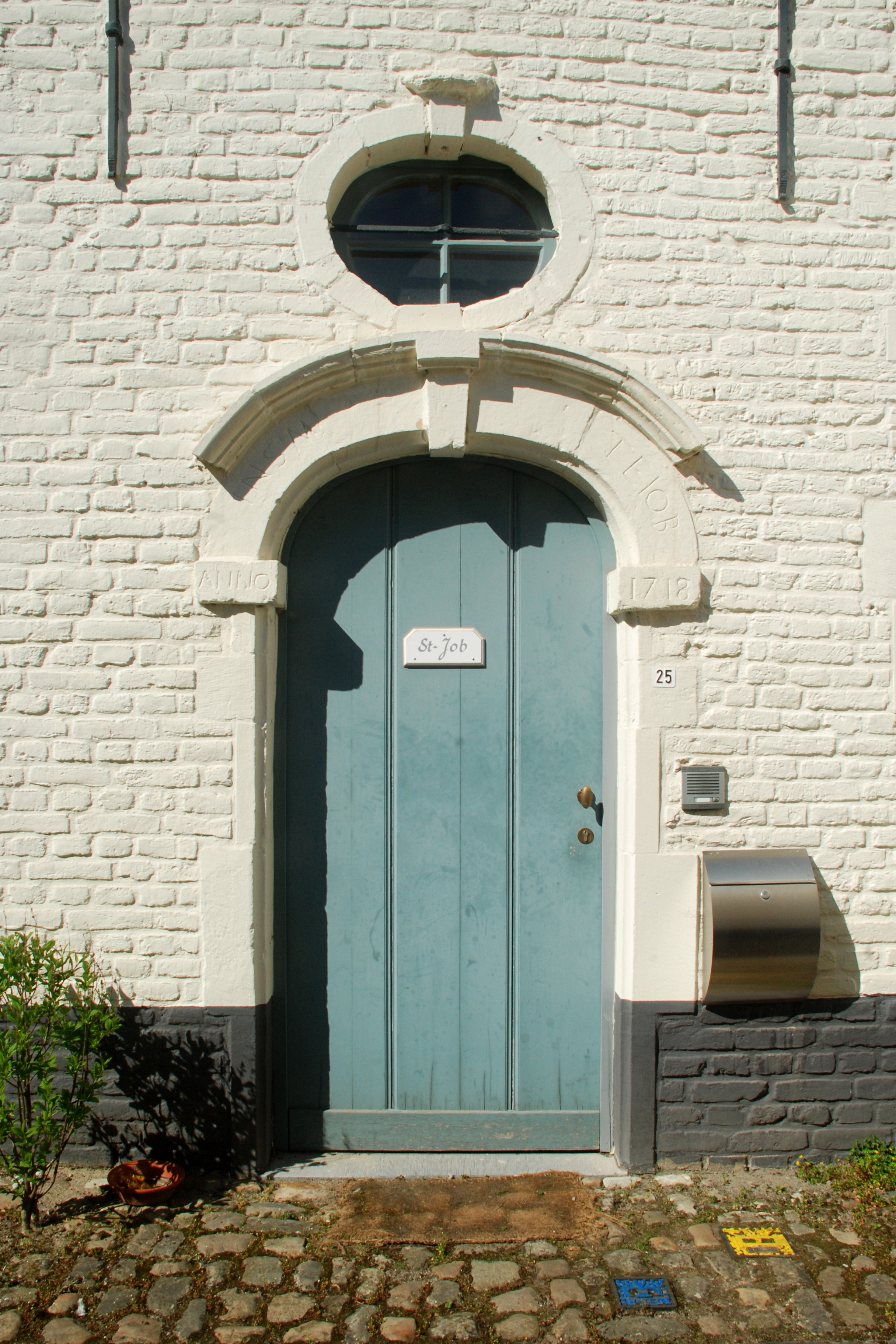
Maison Saint-Job.